# 訴訟物
訴訟物（そしょうぶつ、ドイツ語: Streitgegenstand）とは、民事訴訟法学上の基本概念の一つである。
狭義には、裁判所が本案判決の主文で判断その存否を審理・判断すべき事項の最小基本単位をいい、訴えの提起から判決まで、民事訴訟法の理論を貫く基本的概念であるとされる。
広義には、訴訟上の請求と同義に用いられることもあり、この場合には、原告の被告に対する一定の権利ないし法律関係の主張（権利主張）という意味で用いられたり（狭義の請求）、権利主張に加えて裁判所に対して原告の権利主張を認めて一定の形式（給付、確認または形成）の認容判決をせよとの要求（判決要求）を含む意義（広義の請求）で用いられることもある。

## 訴訟物論争
訴訟物は、請求の併合（民事訴訟法136条。訴えの併合ともいう。）の有無、二重起訴の禁止（同法142条）の範囲、訴えの変更（同法143条）の有無および既判力の客観的範囲（同法114条1項）を決する主要な基準となるとされてきた。
そこで、訴訟物の範囲をどのように決めるかが問題となったが、基本的な発想としては、旧訴訟物理論と新訴訟物理論という2つの考え方がある。裁判実務やかつての通説は旧訴訟物理論を採用するが、現在の民事訴訟法学界では、新訴訟物理論が多数説である。なお、ドイツでは、二分肢説が判例・通説である。

### 旧訴訟物理論
旧訴訟物理論とは、実体法上の請求権を基準にして訴訟物をとらえる考え方をいう。単に旧説と、また実体法説とも呼ばれる。
たとえば、原告甲と被告乙との間に土地丙について賃貸借契約に基づく関係（貸主甲、借主乙）が認められるとする。そして、その契約終了の事実があれば、借主は借用物を返還しなければならないので、原告甲は賃貸借契約の終了に基づいてその土地の明け渡しを請求することができる（債権的請求）。さらに、土地丙について所有権が原告甲にあれば、そのことから、甲は所有権に基づく妨害排除請求権に基づいて被告乙に明け渡しを請求することができる（物権的請求）。以上のように、旧訴訟物理論によると結果として同じ給付（上の例では土地の明け渡し）を求めるために複数の請求が成立しうることになる。
上記の場合においても、請求権競合をおよそ否定すれば、新訴訟物理論と同じ結論に至る。このような見解は新実体法説と呼ばれる。

### 新訴訟物理論
新訴訟物理論とは、同一当事者間での同一の紛争は社会常識的に1個の紛争であるから、法的にも1回の訴訟で解決することが望ましいという考え方に立脚した訴訟物の捉え方をいう。単に新説または訴訟法説とも呼ばれる。
実体法説に関する批判から生まれた理論であり、紛争解決の一回性に力点を置き、実体法上の権利関係を超越した、もう一段上の観点から見て、全実体法秩序をとおして1回の給付を是認される地位（受給権）を1個の訴訟物と把握する。
たとえば、土地の明渡請求において、その根拠として実体法上賃貸借契約の終了の事実、原告に所有権があるという事実などがあったとする。旧訴訟物理論においては、それぞれ賃貸借契約終了に基づく土地明渡請求と、所有権に基づく妨害排除請求権としての土地明渡請求と訴訟物を別個のものと考えるが、新訴訟物理論によると、訴訟物を別個のものとは考えない。つまり、その権利を生じさせる複数の実体法上の原因があったとしても、その結果導き出される権利（一定の給付を受ける地位）が同じであるならば、訴訟物としてそれらは別個のものとはならないこととなる。

### 訴訟物論争と実務の動向
新訴訟物理論に対しては、実務家からは、裁判所の釈明の範囲が増大するとして否定的な反応が多かった。これに対して、新訴訟物理論の立場に立つ学説からは理論が逆転しているという批判がなされているが、新訴訟物理論は理論的な議論に留まるものであり、旧訴訟物理論に立ったとしても（一定の修正は必要であるものの）実務的には問題がないため、裁判実務は2013年時点においても旧訴訟物理論に基づいて運用されている。

## 訴訟物の機能
訴訟物を特定することは、ある訴訟物を対象として導かれた裁判所の判断の射程がどの程度にまで及ぶのかについて意味を持つ。

### 実践的意義
訴訟物概念の重要な機能とされてきた、①既判力の客観的範囲、②重複訴訟の禁止、③訴えの変更、④訴えの併合の諸局面で、同概念は決定的な役割を果たし得なくなっていると言われている。
すなわち、①については、信義則や手続事実群による調整を図るのが判例・学説の動向となっており、②については、訴訟物が同一である場合を超えて主要な争点が共通であれば別訴を禁じて併合を強制する方向に進んできており、③については、より重要な概念は「請求の基礎」である

## 訴訟物による訴訟類型
- 給付訴訟(給付の訴え)
  - 訴訟物が一定の給付を目的とする訴訟。例としては建物収去土地明渡請求訴訟。訴訟においては基本的な類型である。
- 確認訴訟(確認の訴え)
  - 訴訟物が法律関係の確認を目的とする訴訟。例としては債務不存在確認訴訟。訴訟においては補充的な類型で、一定の要件を満たしたときのみ許容される。詳細については訴えの利益を参照。
- 形成訴訟(形成の訴え)
  - 訴訟物が一定の法律関係の形成を目的とする訴訟。例としては株主総会決議取消訴訟。

## 訴訟物の価額
訴額とも呼ばれる、訴訟物の価額は民事訴訟において
事物管轄を判断するために、裁判所が民事訴訟法8条1項により見積もる。また、裁判の手数料を算出するためにも用いられる。

## 行政訴訟
行政訴訟における訴訟物は、一般の民事訴訟のそれよりも事件を特徴づけるものとしての役割があまりない。
実践的意義において、処分理由の追加・差替えの是非は、訴訟物のいかんとは別個の問題であるとの見解が一般化しつつある。すなわち、処分理由の追加・差替えは、訴訟物の問題としてではなく、訴訟手続上の攻撃防御方法の提出に係る不意打ち防止の見地や理由提示制度の趣旨により制限されるとされたり、行政手続法の聴聞・弁明の手続の趣旨にかんがみて許されないとされるのである。

### 取消訴訟
取消訴訟の訴訟物の学説としては、多数あるが、主だったものとして違法性一般説、修正違法性一般説、処分理由に関する個別違法事由説、二分肢設（救済訴訟説）、違法状態説、処分取消請求権説、処分時の具体的処分権限存否説がある。取消訴訟を形成訴訟とみるか、確認訴訟とみるかは争いがある。それにより、これらは概ね二つに分けられる、というより、処分時の具体的処分権限存否説以外はすべて形成訴訟とみる学説である。
判例・通説である違法性一般説によれば、取り消し訴訟の訴訟物は行政行為の違法性であるのみであり、それがゆえに裁判の結審まで原告側は時機に後れない限り自由に請求の原因を変えることができるし、また被告側も自由に処分の理由を変えることができる。そして判決はすべての違法性の主張を遮断する効果がある。原告としては、取消の対象である処分を特定し、それが違法である旨を訴状に記載するだけで、訴訟物の特定としては十分であり、具体的な違法事由を記載する必要はない。しかしながら、被告が処分要件に該当する事実について証明責任を負う実際の裁判においては、被告が処分に違法性はないという主張をするのに対し、原告がこれに認否反論をしていくうちに審理において次第に争点が絞られていく進行となるのが通常である。
けれどもこれに対する批判の一つとしての修正違法性一般説によれば、すべての処分について訴訟物を処分の違法性一般として考えず、処分を類型化して考える。すなわちある行政処分はすべての処分要件が充足された場合につき発動されるのに対し、一方他の行政処分は複数の処分要件のうち一つでも充足されれば発しうる。後者については、一般に各処分要件ごとに別個の処分となり、訴訟物も処分理由とされた処分要件に係る違法性に限られる。そして根拠法上の処分要件のうち行政庁が処分の際に第１次判断権を行使した処分要件の充足・不充足を訴訟物とみるべきであるとする。これにより、
- 取消判決確定後も訴訟で主張しえなかった理由について再処分の許容性が導かれる。
- 処分理由の追加・差換えを自由に認めないので理由提示制の趣旨を没却することを防ぐ。

ことができる。
取消訴訟には短期の出訴期間が定められており、蒸返し的な再度の出訴の余地がほとんどないという事情も、訴訟物概念の実践的意義を減殺しているはずである。

### 行政訴訟の訴訟物の価額
行政訴訟における訴訟物の価額も民事訴訟の場合と同じ方式で計算する。原告の請求が当該訴訟によって享受しようとする利益が経済的なものであれば財産権上の請求であり、そうでなければ非財産権上の請求と解すべきものである。財産権上の請求のものの事例としては租税関係の事件が挙げられる。原子炉設置許可処分取消訴訟のように、生命・健康等の利益に基づく場合には、算定は困難である。
非財産権上の請求である、処分等の違法一般だけが訴訟物であれば、現在のところその価額は160万円に当たる。

#### 具体例

##### 租税関係
賦課決定処分・更正処分の取消訴訟、裁決取消訴訟においては、当該請求が認められた場合に減少することとなる税額となる。例えば、更正処分のうち申告額を超える部分の取消を求める場合には、更正処分から申告税額を控除した額が価額となる。

##### 社会保障関係
障害年金不支給処分取消訴訟、遺族補償年金不支給処分取消訴訟においては、支給処分がされた場合の年金額を基礎として、被支給者の平均余命を乗じて推計した推定需給総額から中間利息相当額を控除したものとなる。受給期間の終期は不確定であるが、平均余命等の統計を利用して、合理的に推定すべきである。